# Huibu (köpinghuvudort i Kina, Jiangxi Sheng, lat 28,29, long 115,25)
Huibu är en köpinghuvudort i Kina. Den ligger i provinsen Jiangxi, i den sydöstra delen av landet, omkring 75 kilometer sydväst om provinshuvudstaden Nanchang. Antalet invånare är 42 260. Befolkningen består av 20 058 kvinnor och 22 202 män. Barn under 15 år utgör 20,0 %, vuxna 15-64 år 71 %, och äldre över 65 år 7,0 %.
Runt Huibu är det tätbefolkat, med 331 invånare per kvadratkilometer. Närmaste större samhälle är Shinao, 11,4 km norr om Huibu. Trakten runt Huibu består till största delen av jordbruksmark.
Genomsnittlig årsnederbörd är 2 092 millimeter. Den regnigaste månaden är maj, med i genomsnitt 337 mm nederbörd, och den torraste är oktober, med 32 mm nederbörd.